# Harker-Diagramm

Beispiel zweier Harker-Diagramme

Das Harker-Diagramm ist die älteste und wohl bekannteste graphische Methode zur Darstellung geochemischer Trends. Es gründet auf der Korrelation einzelner Elemente mit dem
SiO2-Gehalt. Die zeichnerische Darstellungsweise wurde schon in den ersten Jahren des 20. Jahrhunderts vom englischen Petrologen Alfred Harker entwickelt und trägt noch heute seinen Namen.